# Залізничне шосе

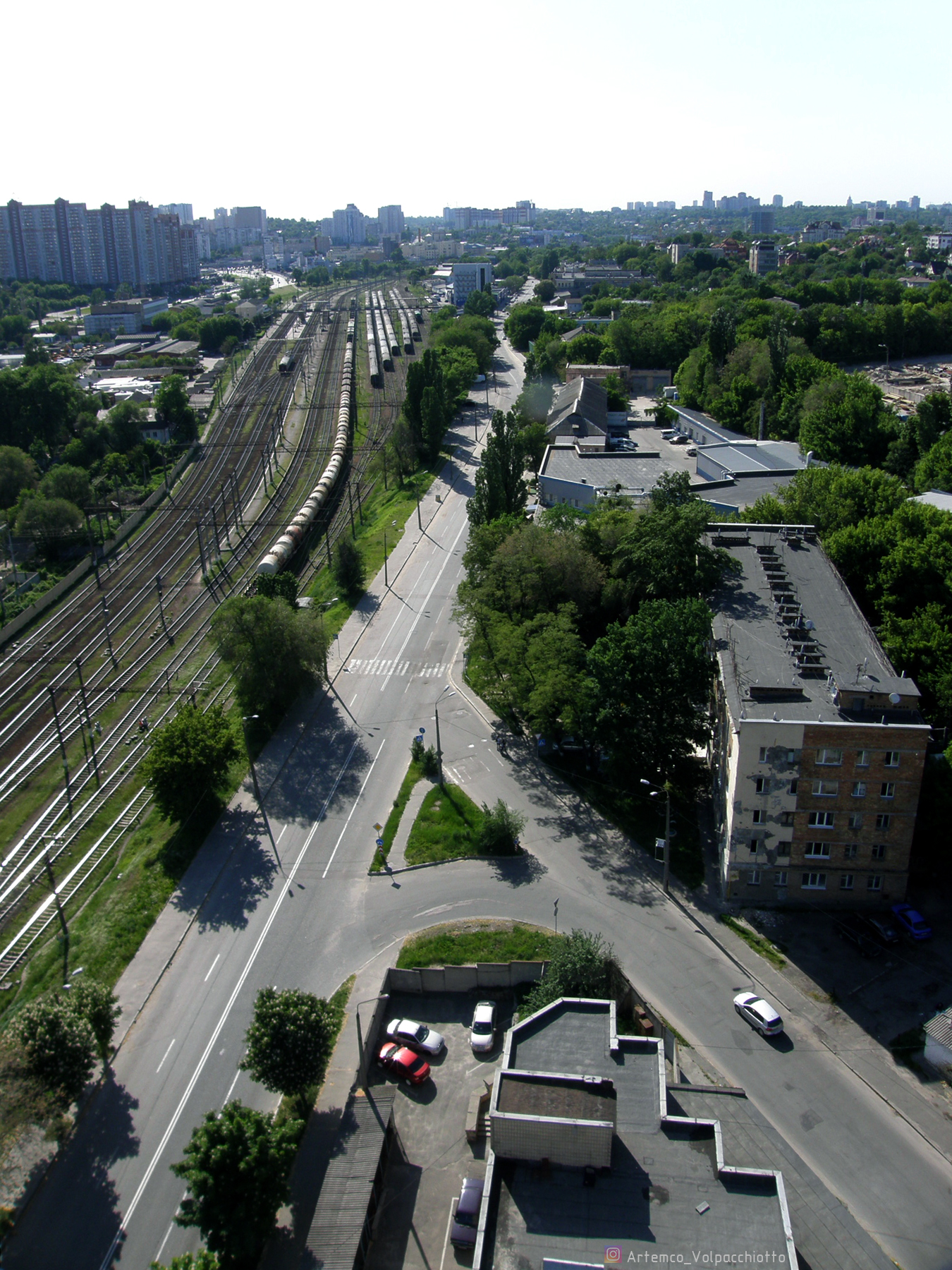
Залізничне шосе від прилучання Військового проїзду

Залізни́чне шосе́ — вулиця в Печерському районі міста Києва, місцевості Чорна гора, Звіринець. Пролягає вздовж залізничних колій від Наддніпрянського шосе до Либідської площі. 
Прилучаються вулиця Михайла Бойчука, Військовий проїзд, Товарна і Чорногірська вулиці.

## Історія
Вулиця виникла в останній третині XIX століття як проїзд вздовж Києво-Курської залізниці і спершу складалася з двох частин. Одна пролягала у Либідській частині міста, починаючись від станції міської залізниці «Либідь» (приблизно від нинішньої Либідської площі) і мала назву шосе Києво-Курської залізниці. Інша — у тодішньому передмісті Звіринець, мала назву Залізничне шосе. У довідниках «Весь Київ» обидві вулиці зазначені, починаючи з першого видання 1899 року. 
Сучасна забудова і планування вулиці — 1940–80-х років. Наскрізний проїзд вулицею у нинішніх межах введено до експлуатації 1959 року.